# Borys Szein
Borys Wasiliewicz Szein (?-1579) – przedstawiciel bogatego bojarskiego rodu, ojciec Michaiła Szeina.
Podczas wojny z Polską o Inflanty Borys Szein dowodził w 1579 roku liczącą 8000 żołnierzy odsieczą dla obleganego Sokoła. Odsiecz okazała się spóźniona - twierdzę zdobył polski korpus dowodzony przez Mikołaja Mieleckiego. Borys Szein poległ podczas walk pod obleganym Sokołem.